# کرستون (نبراسکا)
کرستون(به انگلیسی: Creston) شهری در ایالت نبراسکا کشور ایالات متحده آمریکا است که جمعیت آن در سرشماری سال ۲۰۱۰ میلادی، ۲۰۳ نفر بوده‌است.